# West Division (Ontario Hockey League)
West Division är en av fyra divisioner som utgör den nordamerikanska juniorishockeyligan Ontario Hockey League (OHL). West bildades 1994. Divisionen består av fem lag och tre lag är från den kanadensiska provinsen Ontario medan två lag är från den amerikanska delstaten Michigan. Divisionen och Midwest bildar Western Conference. Den regerande divisionsmästaren är Plymouth Whalers (2012–2013).
Tre lag har vunnit J. Ross Robertson Cup som är OHL:s pokal och det var Windsor Spitfires (Två gånger, 2008–2009 och 2009–2010), Detroit Junior Red Wings (1994–1995) och Plymouth Whalers (2006–2007). Ett lag som har spelat i divisionen har lyckats vinna Canadian Hockey League:s gemensamma pokal Memorial Cup, och det var Windsor Spitfires som lyckades vinna två på raken (2008–2009 och 2009–2010).

## Lagen
| Ontario Hockey League |                             |                                   |                              |
| Western Conference    |                             |                                   |                              |
| Division              | Lag                         | Stad                              | Arena                        |
| West                  | Plymouth Whalers            | Plymouth Township, Michigan, USA  | Compuware Arena (3 504)      |
| West                  | Saginaw Spirit              | Saginaw, Michigan, USA            | The Dow Event Center (5 527) |
| West                  | Sarnia Sting                | Sarnia, Ontario, Kanada           | RBC Centre (4 118)           |
| West                  | Sault Ste. Marie Greyhounds | Sault Ste. Marie, Ontario, Kanada | Essar Centre (4 928)         |
| West                  | Windsor Spitfires           | Windsor, Ontario, Kanada          | WFCU Centre (6 500)          |

## Divisionstitlar
| Lag                         | Antal | Senaste vinsten |
| --------------------------- | ----- | --------------- |
| Plymouth Whalers            | 9     | 2012–2013       |
| Sault Ste. Marie Greyhounds | 3     | 2007–2008       |
| Windsor Spitfires           | 2     | 2009–2010       |
| Detroit Junior Red Wings    | 1     | 1994–1995       |
| Detroit Whalers             | 1     | 1995–1996       |
| London Knights              | 1     | 1997–1998       |
| Saginaw Spirit              | 1     | 2010–2011       |
| Sarnia Sting                | 1     | 2003–2004       |

## Vinnare av J. Ross Robertson Cup
- Detroit Junior Red Wings – 1994–1995
- Plymouth Whalers – 2006–2007
- Windsor Spitfires – 2008–2009, 2009–2010

## Vinnare av Memorial Cup
- Windsor Spitfires – 2008–2009, 2009–2010